# 跡部良顕
跡部 良顕（あとべ よしあき/よしあきら、1658年（万治元年）‐ 1729年2月24日（享保14年1月27日））は、江戸幕府旗本、神道家である。通称は宮内又は孫八郎。号は光海等。

## 経歴・人物
跡部良隆の子として江戸に生まれ、江戸幕府の旗本となる。
後に幕府を退所し、正親町公通及び渋川春海等の門人となり神道を、佐藤直方及び浅見絅斎等の門人となり儒学を学んだ。同時期に活躍した若林強斎と同じく儒教と神道の概念を一致した山崎闇斎の「崎門学派」の一説を唱え、学派の復興に尽力した。
その後失明するも伴部安崇の助けにより、彼が唱えた神道の学派の普及に貢献した。
大正4年（1915年）、従五位を追贈された。墓所は港区玉窓寺。

## 主な著作物
- 『南山編年録』
- 『神代巻渾沌草』